# Barsbütteler SV
Der Barsbütteler SV ist ein Sportverein aus Barsbüttel im Kreis Stormarn. Die erste Fußballmannschaft spielte drei Jahre in der Oberliga Hamburg/Schleswig-Holstein.

## Geschichte
Der Verein wurde am 11. November 1948 gegründet und nahm zunächst im Spielbetrieb des Schleswig-Holsteinischen Fußballverbandes teil. Nach dem Wechsel in den Hamburger Fußball-Verband legten in den 1980er Jahren Manager Werner Gorski und der spätere HSV-Präsident Ronald Wulff die Grundlagen für den sportlichen Aufschwung. 1981 stieg der BSV in die Landesliga und fünf Jahre später in die Verbandsliga auf. Drei Jahre hielt sich die Mannschaft im Hamburger Oberhaus und schaffte 1992 den Wiederaufstieg.
Zwei Jahre nach dem Wiederaufstieg qualifizierte sich der BSV für die neu geschaffene Oberliga Hamburg/Schleswig-Holstein und erreichte in der Saison 1994/95 unter dem Trainer Bert Ehm mit Platz sechs seinen sportlichen Zenit. Zwei Jahre später mussten die Barsbütteler absteigen, da gleich drei Mannschaften aus der Regionalliga Nord in die Oberliga abgestiegen waren. Zurück in der Verbandsliga Hamburg verpasste die Mannschaft 1999 nur knapp den möglichen Wiederaufstieg. Nach der Saison zogen sich sämtliche Sponsoren zurück und die seit Monaten unbezahlte Mannschaft zerfiel.
Mit ganzen sechs Punkten stieg der BSV im Jahre 2000 aus der Verbandsliga ab. Mit einer stark verjüngten Mannschaft gelang drei Jahre später der Wiederaufstieg. Im Jahre 2006 stieg der BSV erneut aus der Verbandsliga ab und spielte seit 2008 in der Bezirksliga. Vier Jahre später gelang der Wiederaufstieg in die Landesliga, ehe 2017 der erneute Abstieg in die Bezirksliga folgte. Zur Saison 2024/25 ist der Verein wieder in die Landesliga aufgestiegen.

### Tischtennis
Der Verein bildet gemeinsam mit dem Oststeinbeker SV und dem Willinghusener SC die TTG Südstormarn. Diese nimmt in der Saison 2020/21 mit drei Damen- und fünf Herren-Mannschaften am Spielbetrieb teil. Am erfolgreichsten ist dabei die erste Damen-Mannschaft, die in der Hamburgliga spielt. Außerdem nimmt die Spielgemeinschaft mit einer Jungen-U15-Mannschaft am Spielbetrieb teil.

## Persönlichkeiten
- Mario Lau
- Kilian Ludewig
- Najib Naderi
- Holger Stanislawski